# Taryfa TCV
Taryfa TCV (fr. Tarif commun pour voyageurs – wspólna taryfa dla podróżnych) – taryfa stosowana przy międzynarodowych przejazdach koleją w Europie.
Opiera się ona na poniższych założeniach:
- stosowana jest jedna waluta do obliczania cen biletów – do 1999 roku był to frank szwajcarski, a obecnie jest to euro – podróżny płaci za bilet w walucie krajowej (w Polsce przy przeliczaniu cen stosowany jest tzw. „kolejowy kurs euro” – nieco wyższy od kursu NBP);
- taryfa TCV stosowana jest, kiedy trasa podróży koleją przebiega przez terytorium co najmniej dwóch państw (wyjątkowo może być stosowana przy podróży na terytorium jednego państwa, o ile podróżny kupuje bilet w innym państwie, ale dąży się do unikania takich sytuacji);
- każde państwo podaje własne taryfy za przejazd przez swoje terytorium, które corocznie udostępnia innym – taryfy te są nieco wyższe od taryf krajowych, ponieważ bilet TCV uprawnia bez konieczności uiszczania dopłat do przejazdu dowolnym pociągiem na danej trasie bez względu na jego kategorię (czyli podróżny może wybrać według własnego uznania zarówno pociąg osobowy, jak i InterCity lub EuroCity bez uiszczania dopłat);
- każde państwo podaje także listę (kilkunastu lub kilkudziesięciu) tras łączących stacje graniczne między sobą, stacje graniczne ze stolicą itd. (odcinki te są zgodne z trasami pociągów międzynarodowych, oraz najpopularniejszych pociągów krajowych) wraz z ich długością, a także zryczałtowaną cenę za przejazd do każdej innej stacji (niezależną od rzeczywistej odległości) – zasada ta jest najbardziej krytykowana (np. podróżny jadący do stacji obok stacji granicznej „przepłaca”), ponieważ stanowi zaszłość z okresu sprzed kilkudziesięciu lat, kiedy wyznaczenie odległości wymagało żmudnego przeszukiwania list stacji kolejowych w danym państwie i tabel dystansów, więc celem uproszczenia procedury wprowadzono stałe odcinki, podczas gdy obecnie wyszukanie dokładnych odległości nie stanowiłoby problemu dla systemów kasowych;
- przy przejazdach pomiędzy stacjami granicznymi dwóch państw opłata jest stała (obecnie 7 euro);
- bilet TCV jest ważny 60 dni od daty wskazanej jako początek okresu ważności i podróżny może w tym okresie dokonywać dowolnej liczby przerw w podróży (np. osoba jadąca z Warszawy do Berlina może w pierwszym dniu pojechać do Poznania, spędzić tam 58 dni i w ostatnim dniu pojechać do Berlina);
- bilet TCV nie wymaga żadnych dopłat oprócz stałych opłat za miejsca w wagonach sypialnych i kuszetkach, podróżny może także dobrowolnie zarezerwować sobie miejsce do siedzenia w niektórych pociągach za stałą dopłatę (obecnie 3 euro) – dopłaty te nie są stosowane na trasach krajowych, jeśli rezerwacji dokonuje się w danym kraju (wtedy płaci się według taryfy danego kraju);
- po zakupie biletu zarząd kolejowy, w którego kasie zakupiono bilet przekazuje innym zarządom opłaty za trasy na ich terytorium (za odcinki pomiędzy stacjami granicznymi opłata jest dzielona po połowie), oraz części opłat dodatkowych za wagony sypialne, kuszetki etc. (jeśli przejazd w wagonie sypialnym odbywa się przez teren 2 państw, to każde z nich otrzyma po połowie);
- jeśli w danym państwie są różne zarządy kolejowe, to albo jeden z nich (największy) zajmuje się rozliczaniem opłat TCV – otrzymuje on całość opłat za przejazd przez terytorium danego państwa, a potem rozlicza się z innymi zarządami odpowiednio do trasy przejazdu danego podróżnego, albo też stowarzyszenie zarządów lub spółka nadrzędna zajmuje się rozliczeniami międzynarodowymi.